# Стратерн, Алан
Алан Стратерн (Alan Strathern; род. 1975) — британский историк и религиовед, специалист по Раннему Новому времени (1500—1800 гг.).
Доктор философии (Оксфорд, 2002), профессор Оксфорда, феллоу Брасенос-колледжа. Лауреат Bentley Book Prize (2020).
Также лектор Сент-Джонс колледжа. Изучал древнюю и современную историю в Оксфорде (1996), затем историю и антропологию в Университетском колледже Лондона (магистр); после чего возвратился в Оксфорд, где получил степень доктора философии по истории (2002), там же перед тем получил степени бакалавра и магистра. Затем перебрался в Кембридж, первоначально в Клэр Холл. С 2011 года в Брасенос-колледже и Сент-Джонс колледже. Ассоциированный профессор факультета истории Оксфордского университета.
Первоначально специализировался по истории Шри-Ланки, в особенности по периоду 1500—1650 гг., его первая монография — Kingship and Conversion in Sixteenth-Century Sri Lanka: Portuguese Imperialism in a Buddhist Land (2007) {Рец. Chandra de Silva}.
В 2019 году читал четвертую серию лекций Альберта Мура.
Автор Unearthly Powers: Religious and Political Change in World History (Cambridge, 2019) {Рец.: , , }, высоко оцененной Виктором Либерманом, рецензией также отозвался Mark Juergensmeyer. Эту книгу указывают вдохновленной «Странными параллелями» Виктора Либермана. Работает над сопутствующим трудом Converting Kings: Kongo Hawaii, Thailand and Japan c. 1450—1850 (Cambridge). Соредактор Sri Lanka at the Crossroads of History (UCL Press, 2017).
Также соредактор Sacred Kingship in World History: Between Immanence and Transcendence (Columbia University Press, 2022).
Цитировал его Питер Турчин.